# アーク・エンタテインメント (ゲーム会社)
株式会社アーク・エンタテインメント（英: Arc Entertainment Inc.）は、かつて存在したゲームソフトの開発会社。

## 概要
ソニー・コンピュータエンタテインメント（SCEI）の制作部門のひとつとして、PlayStation用ゲームのプロデュースを行っていたサテライトカンパニー。プレジデントは赤川良二。
1997年10月14日、シュガーアンドロケッツ（ポポロクロイス物語シリーズ）、コントレイル（ワイルドアームズシリーズ）とともに、SCEIの100%子会社（いずれも社長は当時のSCEI副社長・佐藤明で、各チームのリーダーが取締役として就任）として法人化。
サテライトカンパニーとしてSCEI作品のプロデュースを手がけたが、2000年8月1日に行われたSCEIの人事・機構改革により本社に再合流した。
のちに、赤川はHome(Japan)Project推進室シニアプロデューサー等を経て、2009年8月にSCEIを退社（同年12月に株式会社ラルクスを設立）。

## 開発タイトル
- アークザラッドシリーズ（開発:ジークラフト 他）
- LOVE & DESTROY（開発:インティ・クリエイツ）
- ブックオブウォーターマークス（開発:ウォーターマークス）
- 蒼天の白き神の座 GREAT PEAK（開発:パンドラボックス）
- プレイステーションコミック（開発:GTV）